# Mikel Oyarzabal
Mikel Oyarzabal Ugarte (Eibar, 21 april 1997) is een Spaans voetballer die doorgaans als linksbuiten speelt. Hij heeft zijn hele professionele carrière doorgebracht bij Real Sociedad. Oyarzabal debuteerde in 2016 in het Spaans voetbalelftal, waarmee hij in 2024 Europees kampioen werd.

## Clubcarrière

### Real Sociedad
Oyarzabal kwam in 2011 in de jeugdopleiding van Real Sociedad terecht. In 2013 verkaste hij naar SD Eibar, waar hij na een jaar alweer vertrok om terug te keren bij zijn oude club Real Sociedad. Oyarzabal maakte op 15 november 2014 zijn debuut voor Real Sociedad B tegen SD Amorebieta. Op 20 september 2015 scoorde Oyarzabal zijn eerste twee doelpunten in het betaald voetbal, in de 0−5 uitoverwinning van Real Sociedad B tegen CD Mensajero. Een maand en vijf dagen later maakte Oyarzabal zijn debuut in de Primera División tegen Levante. Hij kwam vijf minuten voor tijd het veld in als vervanger van Carlos Vela. Real Sociedad won de wedstrijd met 4−0. Op 8 februari 2016 scoorde hij tegen Espanyol zijn eerste doelpunt voor Real Sociedad. Een week later scoorde hij tweemaal in een 3-0 overwinning op Granada. Hij scoorde ook in de laatste twee competitiewedstrijden van het seizoen, waarmee hij eindigde op zes goals en drie assists in zijn eerste halfjaar in het eerste van Real Sociedad. 
Het seizoen erna miste hij geen enkele competitiewedstrijd en was hij goed voor vier goals en negen assists in alle competities. Hij begon zijn derde seizoen sterk met zes goals in zijn eerste acht competitiewedstrijden. Ook maakte hij op 19 oktober zijn debuut in de Europa League tegen Vardar Skopje, waarin hij goed was voor een goal en een assist. Op 8 april 2018 scoorde hij tweemaal in een 5-0 overwinning op Girona. Hij kwam tot veertien goals en acht assists dat seizoen. 
Op 21 september was hij tegen SD Huesca bij afwezigheid van Asier Illarramendi voor het eerst aanvoerder van Real Sociedad. Op 5 oktober scoorde hij tegen Athletic Bilbao vanaf de penaltystip zijn eerste twee goals van het seizoen. Hij zou dat seizoen nog vaker de aanvoerdersband dragen en kwam tot opnieuw veertien goals dat seizoen. In het seizoen 2019/20 droeg hij tijdens 31 van de 38 competitiewedstrijden de aanvoerdersband en bleef hij dezelfde cijfers aanhouden: dertien goals, twaalf assists. Ook bereikte hij de finale van de Copa del Rey, die door de coronapandemie een jaar later werd gespeeld. Daarin scoorde Oyarzabal de enige goal van de wedstrijd, om daarmee Real Sociedad voor het eerst in 34 jaar een beker te laten winnen.
In het seizoen 2020/21 speelde hij opnieuw beide alle wedstrijden en kwam hij net als het jaar tot dertien goals, terwijl hij ook tien assist gaf. Op 9 december 2021 scoorde hij tweemaal in het Europa League-duel met PSV. Hij zou 'slechts' 33 wedstrijden spelen dat seizoen, zijn laagste aantal sinds zijn debuutseizoen. Dit omdat hij vanaf maart maart 2022 uit de roulatie lag met een gescheurde kruisband. Toch was het zijn doelpuntrijkste seizoen, hij scoorde vijftien goals. 
Op 31 december maakte Oyarzabal na meer dan acht maanden blessureleed zijn rentree voor Real Sociedad. Het zou nog even duren, tot hij weer op zijn beste vorm was: hij kwam tot vier goals en één assist dat seizoen. Op 20 september 2023 maakte Oyarzabal tegen Internazionale zijn debuut in de Champions League, terwijl hij in de volgende wedstrijd tegen Red Bull Salzburg zijn eerste doelpunt maakte in dat toernooi. Tijdens dat seizoen 2023/24 droeg hij weer als vanouds bij aan doelpunten: veertien goals en drie assists in alle competities. 

## Clubstatistieken
| Seizoen     | Club          | Competitie       | Competitie | Competitie | Competitie | Beker | Beker | Beker | Internationaal | Internationaal | Internationaal | Totaal | Totaal | Totaal |
| Seizoen     | Club          | Competitie       | Wed.       | Dlp.       | Ass.       | Wed.  | Dlp.  | Ass.  | Wed.           | Dlp            | Ass.           | Wed.   | Dlp.   | Ass.   |
| ----------- | ------------- | ---------------- | ---------- | ---------- | ---------- | ----- | ----- | ----- | -------------- | -------------- | -------------- | ------ | ------ | ------ |
| 2015/16     | Real Sociedad | Primera División | 22         | 6          | 2          | 2     | 0     | 0     | —              | —              | —              | 24     | 6      | 2      |
| 2016/17     | Real Sociedad | Primera División | 38         | 2          | 8          | 5     | 2     | 1     | —              | —              | —              | 43     | 4      | 9      |
| 2017/18     | Real Sociedad | Primera División | 35         | 12         | 7          | 2     | 0     | 0     | 6              | 2              | 1              | 43     | 14     | 8      |
| 2018/19     | Real Sociedad | Primera División | 37         | 13         | 4          | 4     | 1     | 0     | —              | —              | —              | 41     | 14     | 4      |
| 2019/20     | Real Sociedad | Primera División | 37         | 10         | 11         | 8     | 3     | 1     | —              | —              | —              | 45     | 13     | 12     |
| 2020/21     | Real Sociedad | Primera División | 33         | 11         | 8          | 3     | 2     | 1     | 7              | 0              | 1              | 43     | 13     | 10     |
| 2021/22     | Real Sociedad | Primera División | 22         | 9          | 3          | 5     | 3     | 0     | 6              | 3              | 1              | 33     | 15     | 4      |
| 2022/23     | Real Sociedad | Primera División | 23         | 4          | 1          | 3     | 0     | 0     | 2              | 0              | 0              | 28     | 4      | 1      |
| 2023/24     | Real Sociedad | Primera División | 33         | 9          | 3          | 4     | 3     | 0     | 7              | 2              | 0              | 44     | 14     | 3      |
| Club totaal | Club totaal   | Club totaal      | 280        | 76         | 47         | 36    | 14    | 3     | 28             | 7              | 3              | 344    | 97     | 53     |

Bijgewerkt op 15 juli 2024.

## Interlandcarrière
Oyarzabal nam met Spanje –21 deel aan het EK –21 van 2017 en won daarmee het EK –21 van 2019. Hij maakte op 29 mei 2016 onder leiding van bondscoach Vicente del Bosque zijn debuut in het Spaans voetbalelftal, in een oefeninterland tegen Bosnië en Herzegovina (3-1) in Sankt Gallen, net als Sergio Asenjo, Pablo Fornals, Héctor Bellerín, Diego Llorente, Denis Suárez, Marco Asensio en Iñaki Williams. Hij viel in dat duel na 60 minuten in voor Nolito. 
Ruim drie jaar later, in zijn tweede interland, maakte Oyarzabal op 10 juni 2019 zijn eerste interlandgoal. Hij schoot Spanje toen op 3–0 in een met diezelfde cijfers gewonnen kwalificatiewedstrijd voor het EK 2020 tegen Zweden. Hij werd opgenomen in de Spaanse selectie voor het EK 2020, waarin het de halve finale haalde. In de achtste finale tegen Kroatië scoorde Oyarzabal zijn eerste doelpunt op een eindtoernooi. 

### EK 2024
Oyarzabal werd op 7 juni 2024 door bondscoach Luis de la Fuente opgenomen in de Spaanse selectie voor het EK 2024 in Duitsland. Hij speelde alle wedstrijden op dat toernooi, maar werd voornamelijk ingebracht als vervanger voor spits en aanvoerder Álvaro Morata. In de finale tegen Engeland op 14 juli viel hij na 68 minuten in voor Morata. Op dat moment stond Spanje op 1-0 door een goal van Nico Williams, maar Cole Palmer maakte gelijk. In de 86'ste minuut schoot Oyarzabal een voorzet van Marc Cucurella langs keeper Jordan Pickford, waarna Spanje voor de vierde keer Europees kampioen werd.
| Interlands van Mikel Oyarzabal voor Spanje | Interlands van Mikel Oyarzabal voor Spanje | Interlands van Mikel Oyarzabal voor Spanje | Interlands van Mikel Oyarzabal voor Spanje | Interlands van Mikel Oyarzabal voor Spanje | Interlands van Mikel Oyarzabal voor Spanje |
| №                                          | Datum                                      | Wedstrijd                                  | Uitslag                                    | Competitie                                 | Goals                                      |
| Als speler bij Real Sociedad               | Als speler bij Real Sociedad               | Als speler bij Real Sociedad               | Als speler bij Real Sociedad               | Als speler bij Real Sociedad               | Als speler bij Real Sociedad               |
| ------------------------------------------ | ------------------------------------------ | ------------------------------------------ | ------------------------------------------ | ------------------------------------------ | ------------------------------------------ |
| 1.                                         | 29 mei 2016                                | Bosnië en Herzegovina – Spanje             | 1 – 3                                      | Vriendschappelijk                          |                                            |
| 2.                                         | 10 juni 2019                               | Spanje – Zweden                            | 3 – 0                                      | Kwalificatie EK 2020                       | 87'                                        |
| 3.                                         | 5 september 2019                           | Roemenië – Spanje                          | 1 – 2                                      | Kwalificatie EK 2020                       |                                            |
| 4.                                         | 8 september 2019                           | Spanje – Faeröer                           | 4 – 0                                      | Kwalificatie EK 2020                       |                                            |
| 5.                                         | 12 oktober 2019                            | Noorwegen – Spanje                         | 1 – 1                                      | Kwalificatie EK 2020                       |                                            |
| 6.                                         | 15 oktober 2019                            | Zweden – Spanje                            | 1 – 1                                      | Kwalificatie EK 2020                       |                                            |
| 7.                                         | 18 november 2019                           | Spanje – Roemenië                          | 5 – 0                                      | Kwalificatie EK 2020                       | 90+1'                                      |
| 8.                                         | 10 oktober 2020                            | Spanje – Zwitserland                       | 1 – 0                                      | Nations League 2020/21                     | 14'                                        |
| 9.                                         | 13 oktober 2020                            | Oekraïne – Spanje                          | 1 – 0                                      | Nations League 2020/21                     |                                            |
| 10.                                        | 14 november 2021                           | Zwitserland – Spanje                       | 1 – 1                                      | Nations League 2020/21                     |                                            |
| 11.                                        | 17 november 2021                           | Spanje – Duitsland                         | 6 – 0                                      | Nations League 2020/21                     | 89'                                        |
| 12.                                        | 25 maart 2021                              | Spanje – Griekenland                       | 1 – 1                                      | Kwalificatie WK 2022                       |                                            |
| 13.                                        | 28 maart 2021                              | Georgië – Spanje                           | 1 – 2                                      | Kwalificatie WK 2022                       |                                            |
| 14.                                        | 14 juni 2021                               | Spanje – Zweden                            | 0 – 0                                      | EK 2020                                    |                                            |
| 15.                                        | 19 juni 2021                               | Spanje – Polen                             | 1 – 1                                      | EK 2020                                    |                                            |
| 16.                                        | 23 juni 2021                               | Slowakije – Spanje                         | 0 – 5                                      | EK 2020                                    |                                            |
| 17.                                        | 28 juni 2021                               | Kroatië – Spanje                           | 3 – 5                                      | EK 2020                                    | 103'                                       |
| 18.                                        | 2 juli 2021                                | Zwitserland – Spanje                       | 1 – 1 (2 – 4 n.s.)                         | EK 2020                                    |                                            |
| 19.                                        | 6 juli 2021                                | Italië – Spanje                            | 1 – 1 (5 – 3 n.s.)                         | EK 2020                                    |                                            |
| 20.                                        | 6 oktober 2021                             | Italië – Spanje                            | 1 – 2                                      | Nations League 2020/21                     |                                            |
| 21.                                        | 10 oktober 2021                            | Spanje – Frankrijk                         | 1 – 2                                      | Nations League 2020/21                     | 64'                                        |
| 22.                                        | 25 maart 2023                              | Spanje – Noorwegen                         | 3 – 0                                      | Kwalificatie EK 2024                       |                                            |
| 23.                                        | 28 maart 2023                              | Schotland – Spanje                         | 2 – 0                                      | Kwalificatie EK 2024                       |                                            |
| 24.                                        | 12 oktober 2023                            | Spanje – Schotland                         | 2 – 0                                      | Kwalificatie EK 2024                       |                                            |
| 25.                                        | 15 oktober 2023                            | Noorwegen – Spanje                         | 0 – 1                                      | Kwalificatie EK 2024                       |                                            |
| 26.                                        | 16 november 2023                           | Cyprus – Spanje                            | 1 – 3                                      | Kwalificatie EK 2024                       | 22'                                        |
| 27.                                        | 22 maart 2024                              | Spanje – Colombia                          | 0 – 1                                      | Vriendschappelijk                          |                                            |
| 28.                                        | 26 maart 2024                              | Spanje – Brazilië                          | 3 – 3                                      | Vriendschappelijk                          |                                            |
| 29.                                        | 5 juni 2024                                | Spanje – Andorra                           | 5 – 0                                      | Vriendschappelijk                          | 53', 66', 73'                              |
| 30.                                        | 8 juni 2024                                | Spanje – Noord-Ierland                     | 5 – 1                                      | Vriendschappelijk                          | 60'                                        |
| 31.                                        | 15 juni 2024                               | Spanje – Kroatië                           | 3 – 0                                      | EK 2024                                    |                                            |
| 32.                                        | 20 juni 2024                               | Spanje – Italië                            | 1 – 0                                      | EK 2024                                    |                                            |
| 33.                                        | 24 juni 2024                               | Albanië – Spanje                           | 0 – 1                                      | EK 2024                                    |                                            |
| 34.                                        | 30 juni 2024                               | Spanje – Georgië                           | 4 – 1                                      | EK 2024                                    |                                            |
| 35.                                        | 5 juli 2024                                | Spanje – Duitsland                         | 2 – 1                                      | EK 2024                                    |                                            |
| 36.                                        | 9 juli 2024                                | Spanje – Frankrijk                         | 2 – 1                                      | EK 2024                                    |                                            |
| 37.                                        | 14 juli 2024                               | Spanje – Engeland                          | 2 – 1                                      | EK 2024                                    | 86'                                        |

Bijgewerkt op 14 juli 2024.

## Erelijst
| Competitie             | Aantal        | Jaren         |
| Real Sociedad          | Real Sociedad | Real Sociedad |
| ---------------------- | ------------- | ------------- |
| Copa del Rey           | 1×            | 2019/20       |
| Spanje                 |               |               |
| Europees kampioenschap | 1x            | 2024          |
| Spanje –21             |               |               |
| Europees kampioen –21  | 1×            | 2019          |

1 Remiro ·
2 Odriozola ·
3 Muñoz ·
4 Zubimendi ·
5 Zubeldia ·
6 Elustondo ·
7 Barrenetxea ·
8 Zacharjan ·
9 Óskarsson ·
10 Oyarzabal  ·
11 Becker ·
12 López ·
13 Marrero ·
14 Kubo ·
16 Olasagasti ·
17 Gómez · 
18 Traoré · 
19 Aramburu ·
20 Pacheco ·
21 Aguerd ·
22 Turrientes ·
23 Méndez ·
24 Sučić ·
28 Marín ·
Coach: Alguacil
· Assistent-coach: Ansotegi
1 De Gea ·
2 Azpilicueta ·
3 D. Llorente ·
4 Torres ·
5 Busquets  ·
6 M. Llorente ·
7 Morata ·
8 Koke ·
9 Moreno ·
10 Thiago ·
11 Torres ·
12 García ·
13 Sánchez ·
14 Gayà ·
16 Rodri ·
17 Ruiz ·
18 Alba ·
19 Olmo ·
20 Traoré ·
21 Oyarzabal ·
22 Sarabia ·
23 Simón ·
24 Laporte ·
26 Pedri ·
Coach: Enrique
1 Raya ·
2 Carvajal ·
3 Le Normand ·
4 Nacho ·
5 Vivian ·
6 Merino ·
7 Morata  ·
8 Ruiz ·
9 Joselu ·
10 Olmo ·
11 Torres ·
12 Grimaldo ·
13 Remiro ·
14 Laporte ·
15 Baena ·
16 Rodri ·
17 Williams ·
18 Zubimendi ·
19 Yamal ·
20 Pedri ·
21 Oyarzabal ·
22 Navas ·
23 Simón ·
24 Cucurella ·
25 López ·
26 Pérez ·
Coach: De la Fuente